# Peterskirche (Lomersheim)

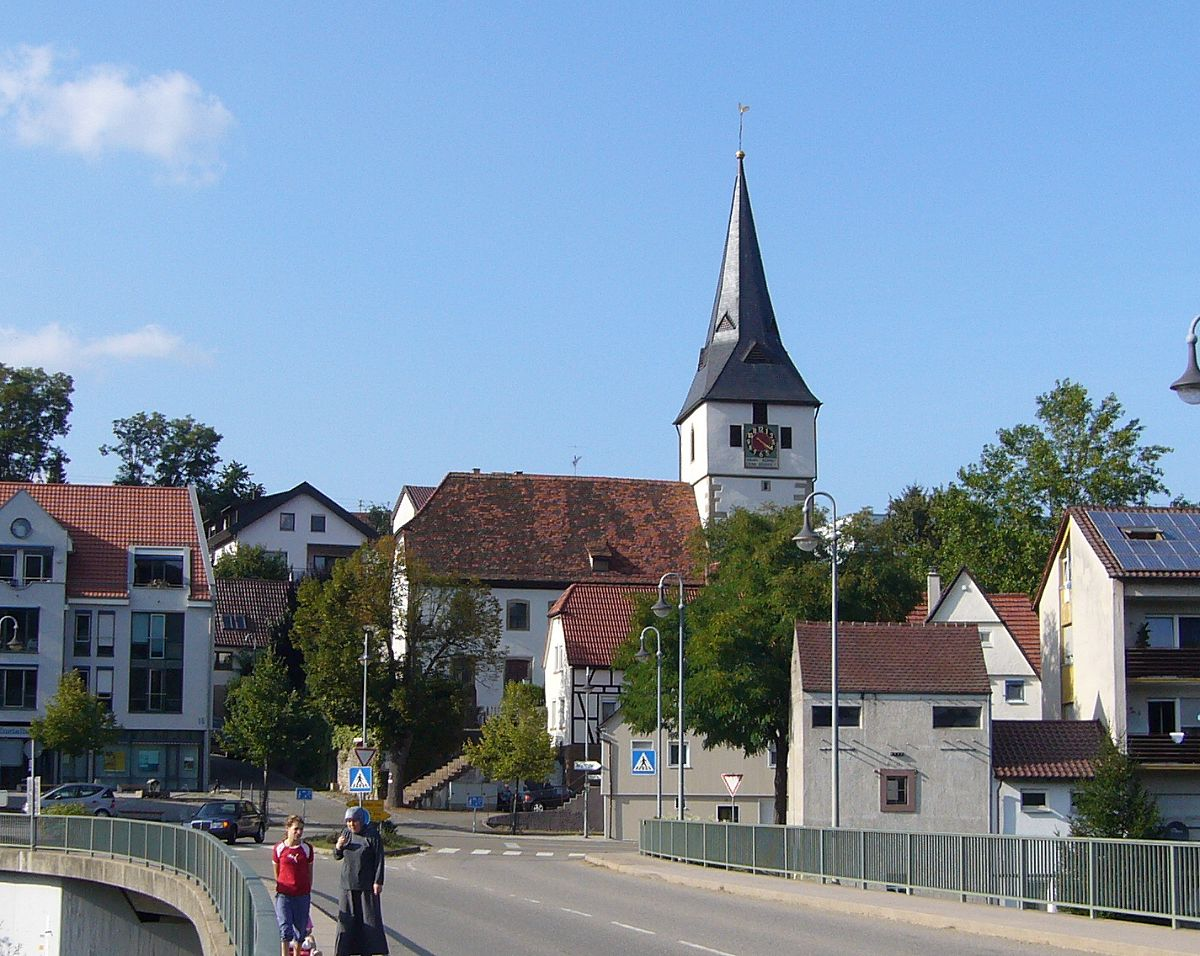
Peterskirche in Lomersheim

Die evangelische Peterskirche steht in Lomersheim, einem Stadtteil der Großen Kreisstadt Mühlacker im Enzkreis in Baden-Württemberg. Das Bauwerk ist beim Landesamt für Denkmalpflege Baden-Württemberg als Baudenkmal eingetragen. Die Kirchengemeinde gehört zum Kirchenbezirk Mühlacker der Evangelischen Landeskirche in Württemberg.

## Beschreibung
Die Saalkirche wurde gemäß einer Inschrift am Portal 1459 nach einem Entwurf von Balthasar Horrheim erbaut. Sie besteht aus dem Langhaus und dem Chorturm im Osten. Der Chor, also das Erdgeschoss des Chorturms, besitzt einen dreiseitigen Ostabschluss. 1780 wurden das Langhaus erneuert und der Chorturm um ein Geschoss mit der Turmuhr und dem Glockenstuhl für drei Kirchenglocken aufgestockt, das einen spitzen Helm trägt. 